# Plesiophrictus madraspatanus
Plesiophrictus madraspatanus är en spindelart som beskrevs av Gravely 1935. Plesiophrictus madraspatanus ingår i släktet Plesiophrictus och familjen fågelspindlar. Inga underarter finns listade i Catalogue of Life.